# Släng dig i väggen, Fred!
Släng dig i väggen Fred! (engelska: Drop Dead Fred) är en amerikansk långfilm från 1991 i regi av Ate de Jong, med Phoebe Cates, Rik Mayall, Marsha Mason och Tim Matheson i rollerna.

## Handling
Elisabeth (Phoebe Cates) hade en låtsaskompis när hon var liten. 21 år senare när hennes man har hittat någon annan kommer Fred (Rik Mayall) tillbaka.

## Rollista
| Phoebe Cates   | – Elizabeth 'Lizzie' Cronin |
| Rik Mayall     | – Drop Dead Fred            |
| Marsha Mason   | – Polly Cronin              |
| Tim Matheson   | – Charles                   |
| Carrie Fisher  | – Janie                     |
| Keith Charles  | – Murray                    |
| Ashley Peldon  | – Young Elizabeth           |
| Daniel Gerroll | – Nigel Cronin              |
| Ron Eldard     | – Mickey Bunce              |